# Flashback (stand-up)
 For alternative betydninger, se Flashback (flertydig). (Se også artikler, som begynder med Flashback)
|  | Sammenskrivningsforslag Artiklen Flashback (stand-up) er foreslået føjet ind i Uffe Holm. (Siden marts 2019) Diskutér forslaget |

Flashback er et stand-up show med Uffe Holm fra 2007. Uffe Holms Flashback er efterfølgerne til hans to forrige shows The Uffe Holm Show og The Uffe Holm Show 2. I showet tænker han tilbage i tiden hvor mobiltelefoner og MP3-afspillere ikke var en del af unges hverdag.
Som ekstramateriale på DVD'en findes blandt andet et interview med 80'er-ikonet Dan Rachlin.